# Флаг Кировградского муниципального округа
Флаг Кировгра́дского городского округа является опознавательно-правовым знаком, являющимся символом местного самоуправления. Флаг составлен в соответствии с вексиллологическими правилами и на основании герба Кировградского городского округа Свердловской области Российской Федерации, воспроизводит его символику и, наряду с ним, служит официальным символом муниципального образования.
Флаг утверждён решением Кировградской городской Думы № 18 от 28 апреля 2004 года как флаг «муниципального образования город Кировград» и внесён в Государственный геральдический регистр Российской Федерации с присвоением регистрационного номера 1467. 21 декабря 2005 года предыдущее решение было отменено, и тот же флаг был заново утверждён, решением Кировградской городской Думы № 165, как флаг Кировградского городского округа.

## Описание
«Флаг представляет собой: белое полотнище с соотношением сторон 2:3, несущее в центре изображение волка с киркой из городского герба, воспроизведённое чёрным, жёлтым и красными цветами, и вдоль нижнего края — орнаментальную зелёную полосу с габаритной шириной в 1/4 от ширины полотнища в виде 5 больших и 4 меньших скалистых гор, обратная сторона полотнища зеркально воспроизводит лицевую».

## Обоснование символики
Орнаментальная зелёная полоса символизирует горные месторождения, послужившие развитию города, природные богатства и памятник природы — гору Ежовую.
Восстающий волк — местночтимая эмблема и олицетворение независимости, силы духа и упорства местных жителей. Выделение клыков червленью указывает на производство в городе твёрдосплавного инструмента.
Ошейник — знак принадлежности территории Свердловской области, а кирка показывает на горное дело как основное занятие населения в прошлом.